# Imigrační a naturalizační úřad Spojených států amerických
Imigrační a naturalizační úřad (anglicky Immigration and Naturalization Service, INS) – zrušen po Teroristických útocích 11. září 2001 federální vládou USA. Byl odborem Ministerstva vnitra Spojených států amerických sestávajícím ze tří oddělení:
- Oddělení pro občanské a imigrační záležitosti
- Imigrační a celní oddělení
- Oddělení celní a hraniční kontroly

Všechny tři úřady se poté staly součástí nově ustaveného Ministerstva vnitřní bezpečnosti Spojených států amerických.